# Trinidad och Tobago i olympiska sommarspelen 2016
Trinidad och Tobago deltog med 32 deltagare vid de olympiska sommarspelen 2016 i Rio de Janeiro. Totalt tog truppen en bronsmedalj.

## Medaljörer
| Medalj | Namn            | Sport     | Gren                    | Datum           |
| ------ | --------------- | --------- | ----------------------- | --------------- |
| Brons  | Keshorn Walcott | Friidrott | Herrarnas spjutkastning | 20 augusti 2016 |

## Boxning
Herrar
| Boxare     | Gren          | Omgång 1             | Omgång 2             | Kvartsfinal          | Semifinal            | Final                | Final            |
| Boxare     | Gren          | Motståndare Resultat | Motståndare Resultat | Motståndare Resultat | Motståndare Resultat | Motståndare Resultat | Placering        |
| ---------- | ------------- | -------------------- | -------------------- | -------------------- | -------------------- | -------------------- | ---------------- |
| Nigel Paul | Supertungvikt | Bye                  | Ajagba (NGR) L KO    | Gick inte vidare     | Gick inte vidare     | Gick inte vidare     | Gick inte vidare |

## Cykling

### Bana
Sprint
| Cyklist         | Gren             | Kval                 | Kval      | Omgång 1                         | Återkval 1                       | Omgång 2                         | Återkval 2                       | Kvartsfinal                      | Semifinal                        | Final                            | Final            |
| Cyklist         | Gren             | Tid Hastighet (km/h) | Placering | Motståndare Tid Hastighet (km/h) | Motståndare Tid Hastighet (km/h) | Motståndare Tid Hastighet (km/h) | Motståndare Tid Hastighet (km/h) | Motståndare Tid Hastighet (km/h) | Motståndare Tid Hastighet (km/h) | Motståndare Tid Hastighet (km/h) | Placering        |
| --------------- | ---------------- | -------------------- | --------- | -------------------------------- | -------------------------------- | -------------------------------- | -------------------------------- | -------------------------------- | -------------------------------- | -------------------------------- | ---------------- |
| Njisane Phillip | Herrarnas sprint | 9,813 73,372         | 6 Q       | Xu C (CHN) L                     | Levy (GER) Dawkins (NZL) L       | Gick inte vidare                 | Gick inte vidare                 | Gick inte vidare                 | Gick inte vidare                 | Gick inte vidare                 | Gick inte vidare |

## Friidrott
Förkortningar
- Notera– Placeringar avser endast det specifika heatet.
- Q = Tog sig vidare till nästa omgång
- q = Tog sig vidare till nästa omgång som den snabbaste förloraren eller, i fältgrenarna, genom placering utan att nå kvalgränsen
- NR = Nationellt rekord
- N/A = Omgången fanns inte i grenen
- Bye = Idrottaren behövde inte tävla i omgången

Herrar
Bana och väg
| Idrottare                                                                                    | Gren                          | Heat     | Heat      | Kvartsfinal | Kvartsfinal | Semifinal        | Semifinal        | Final            | Final            |
| Idrottare                                                                                    | Gren                          | Resultat | Placering | Resultat    | Placering   | Resultat         | Placering        | Resultat         | Placering        |
| -------------------------------------------------------------------------------------------- | ----------------------------- | -------- | --------- | ----------- | ----------- | ---------------- | ---------------- | ---------------- | ---------------- |
| Keston Bledman                                                                               | Herrarnas 100 meter           | Bye      | Bye       | 10,20       | 5           | Gick inte vidare | Gick inte vidare | Gick inte vidare | Gick inte vidare |
| Rondel Sorrillo                                                                              | Herrarnas 100 meter           | Bye      | Bye       | 10,23       | 3           | Gick inte vidare | Gick inte vidare | Gick inte vidare | Gick inte vidare |
| Richard Thompson                                                                             | Herrarnas 100 meter           | Bye      | Bye       | 10,29       | 6           | Gick inte vidare | Gick inte vidare | Gick inte vidare | Gick inte vidare |
| Kyle Greaux                                                                                  | Herrarnas 200 meter           | 20,61    | 4         | i.u.        | i.u.        | Gick inte vidare | Gick inte vidare | Gick inte vidare | Gick inte vidare |
| Rondel Sorrillo                                                                              | Herrarnas 200 meter           | 20,27 SB | 3 q       | i.u.        | i.u.        | 20,33            | 5                | Gick inte vidare | Gick inte vidare |
| Machel Cedenio                                                                               | Herrarnas 400 meter           | 44,98    | 1 Q       | i.u.        | i.u.        | 44,39            | 1 Q              | 44,01 NR         | 4                |
| Lalonde Gordon                                                                               | Herrarnas 400 meter           | 45,24    | 1 Q       | i.u.        | i.u.        | 45,13            | 8                | Gick inte vidare | Gick inte vidare |
| Deon Lendore                                                                                 | Herrarnas 400 meter           | 46,15    | 6         | i.u.        | i.u.        | Gick inte vidare | Gick inte vidare | Gick inte vidare | Gick inte vidare |
| Mikel Thomas                                                                                 | Herrarnas 110 meter häck      | 13,68    | 6         | i.u.        | i.u.        | Gick inte vidare | Gick inte vidare | Gick inte vidare | Gick inte vidare |
| Jehue Gordon                                                                                 | Herrarnas 400 meter häck      | 49,90 SB | 8         | i.u.        | i.u.        | Gick inte vidare | Gick inte vidare | Gick inte vidare | Gick inte vidare |
| Keston Bledman Emmanuel Callender Marcus Duncan Kyle Greaux Rondel Sorrillo Richard Thompson | Herrarnas 4x100 meter stafett | 37,96    | 3 Q       | i.u.        | i.u.        | i.u.             | i.u.             | DSQ              | DSQ              |
| Machel Cedenio Lalonde Gordon Deon Lendore Renny Quow Jereem Richards Jarrin Solomon         | Herrarnas 4x400 meter stafett | DSQ      | DSQ       | i.u.        | i.u.        | i.u.             | i.u.             | Gick inte vidare | Gick inte vidare |

Fältgrenar
| Idrottare       | Gren                    | Kval    | Kval      | Final   | Final     |
| Idrottare       | Gren                    | Distans | Placering | Distans | Placering |
| --------------- | ----------------------- | ------- | --------- | ------- | --------- |
| Keshorn Walcott | Herrarnas spjutkastning | 88,68   | 1 Q       | 85,38   | 3         |

Damer
Bana och väg
| Idrottare                                                                                    | Gren                         | Heat     | Heat      | Kvartsfinal | Kvartsfinal | Semifinal        | Semifinal        | Final            | Final            |
| Idrottare                                                                                    | Gren                         | Resultat | Placering | Resultat    | Placering   | Resultat         | Placering        | Resultat         | Placering        |
| -------------------------------------------------------------------------------------------- | ---------------------------- | -------- | --------- | ----------- | ----------- | ---------------- | ---------------- | ---------------- | ---------------- |
| Michelle-Lee Ahye                                                                            | Damernas 100 meter           | Bye      | Bye       | 11,00       | 1 Q         | 10,90            | 2 Q              | 10,92            | 6                |
| Kelly-Ann Baptiste                                                                           | Damernas 100 meter           | Bye      | Bye       | 11,42       | 4           | Gick inte vidare | Gick inte vidare | Gick inte vidare | Gick inte vidare |
| Semoy Hackett                                                                                | Damernas 100 meter           | Bye      | Bye       | 11,35       | 3 q         | 11,20            | 5                | Gick inte vidare | Gick inte vidare |
| Michelle-Lee Ahye                                                                            | Damernas 200 meter           | 22,50    | 1 Q       | i.u.        | i.u.        | 22,25            | 2 Q              | 22,34            | 6                |
| Semoy Hackett                                                                                | Damernas 200 meter           | 22,78    | 2 Q       | i.u.        | i.u.        | 22,94            | 6                | Gick inte vidare | Gick inte vidare |
| Reyare Thomas                                                                                | Damernas 200 meter           | 22,97    | 5         | i.u.        | i.u.        | Gick inte vidare | Gick inte vidare | Gick inte vidare | Gick inte vidare |
| Janeil Bellille                                                                              | Damernas 400 meter häck      | 56,25    | 5 q       | i.u.        | i.u.        | 56,06            | 6                | Gick inte vidare | Gick inte vidare |
| Sparkle McKnight                                                                             | Damernas 400 meter häck      | 56,80    | 5         | i.u.        | i.u.        | Gick inte vidare | Gick inte vidare | Gick inte vidare | Gick inte vidare |
| Michelle-Lee Ahye Kelly-Ann Baptiste Semoy Hackett Khalifa St, Fort Kai Selvon Reyare Thomas | Damernas 4x100 meter stafett | 42,62    | 3 Q       | i.u.        | i.u.        | i.u.             | i.u.             | 42,12            | 5                |

Fältgrenar
| Idrottare       | Gren                 | Kval    | Kval      | Final   | Final     |
| Idrottare       | Gren                 | Distans | Placering | Distans | Placering |
| --------------- | -------------------- | ------- | --------- | ------- | --------- |
| Cleopatra Borel | Damernas kulstötning | 18,20   | 8 q       | 18,37   | 7         |

## Gymnastik

### Artistisk
Damer
| Gymnast     | Gren       | Kval    | Kval    | Kval    | Kval    | Kval   | Kval      | Final            | Final            | Final            | Final            | Final            | Final            |
| Gymnast     | Gren       | Redskap | Redskap | Redskap | Redskap | Totalt | Placering | Redskap          | Redskap          | Redskap          | Redskap          | Totalt           | Placering        |
| Gymnast     | Gren       | V       | UB      | BB      | F       | Totalt | Placering | V                | UB               | BB               | F                | Totalt           | Placering        |
| ----------- | ---------- | ------- | ------- | ------- | ------- | ------ | --------- | ---------------- | ---------------- | ---------------- | ---------------- | ---------------- | ---------------- |
| Marisa Dick | Barr       | i.u.    | 11,333  | i.u.    | i.u.    | 11,333 | 79        | Gick inte vidare | Gick inte vidare | Gick inte vidare | Gick inte vidare | Gick inte vidare | Gick inte vidare |
| Marisa Dick | Bom        | i.u.    | i.u.    | 13,066  | i.u.    | 13,066 | 58        | Gick inte vidare | Gick inte vidare | Gick inte vidare | Gick inte vidare | Gick inte vidare | Gick inte vidare |
| Marisa Dick | Fristående | i.u.    | i.u.    | i.u.    | 12,533  | 12,533 | 70        | Gick inte vidare | Gick inte vidare | Gick inte vidare | Gick inte vidare | Gick inte vidare | Gick inte vidare |

## Judo
| Idrottare          | Gren                           | Omgång 1             | Omgång 2             | Kvartsfinaler        | Semifinaler          | Återkval             | Final / BM           | Final / BM       |                  |
| Idrottare          | Gren                           | Motståndare Resultat | Motståndare Resultat | Motståndare Resultat | Motståndare Resultat | Motståndare Resultat | Motståndare Resultat | Placering        |                  |
| ------------------ | ------------------------------ | -------------------- | -------------------- | -------------------- | -------------------- | -------------------- | -------------------- | ---------------- | ---------------- |
| Christopher George | Herrarnas halv tungvikt −100kg | Bye                  | Soe (MYA) L 000–002  | Gick inte vidare     | Gick inte vidare     | Gick inte vidare     | Gick inte vidare     | Gick inte vidare | Gick inte vidare |

## Rodd
| Roddare     | Gren                   | Heat    | Heat      | Återkval | Återkval  | Kvartsfinal | Kvartsfinal | Semifinal | Semifinal | Final   | Final     |
| Roddare     | Gren                   | Tid     | Placering | Tid      | Placering | Tid         | Placering   | Tid       | Placering | Tid     | Placering |
| ----------- | ---------------------- | ------- | --------- | -------- | --------- | ----------- | ----------- | --------- | --------- | ------- | --------- |
| Felice Chow | Damernas singelsculler | 8:31,83 | 5 R       | 8:04,91  | 2 QF      | 8:02,53     | 5 SC/D      | 8:20,07   | 4 FD      | 7:50,23 | 22        |

## Segling
| Seglare      | Gren            | Lopp | Lopp | Lopp | Lopp | Lopp | Lopp | Lopp | Lopp | Lopp | Lopp | Lopp | Nettopoäng | Finalplacering |
| Seglare      | Gren            | 1    | 2    | 3    | 4    | 5    | 6    | 7    | 8    | 9    | 10   | M*   | Nettopoäng | Finalplacering |
| ------------ | --------------- | ---- | ---- | ---- | ---- | ---- | ---- | ---- | ---- | ---- | ---- | ---- | ---------- | -------------- |
| Andrew Lewis | Herrarnas laser | 42   | 34   | 39   | 36   | 41   | 34   | 31   | BFD  | 36   | 32   | EL   | 324        | 39             |

## Simning
| Idrottare     | Gren                   | Heat       | Heat      | Semifinal        | Semifinal        | Final            | Final            |
| Idrottare     | Gren                   | Tid        | Placering | Tid              | Placering        | Tid              | Placering        |
| ------------- | ---------------------- | ---------- | --------- | ---------------- | ---------------- | ---------------- | ---------------- |
| George Bovell | Herrarnas 50 m frisim  | 22,30      | 27        | Gick inte vidare | Gick inte vidare | Gick inte vidare | Gick inte vidare |
| Dylan Carter  | Herrarnas 100 m frisim | 48,80 0NR0 | 23        | Gick inte vidare | Gick inte vidare | Gick inte vidare | Gick inte vidare |